# Sklanjatev
Sklanjatev  je pregibanje samostalnikov, pridevnikov, zaimkov in števnikov po sklonu, spolu in številu.
Slovenščina pozna na podlagi spola in končnice v rodilniku ednine pri samostalnikih ženske, moške in srednje sklanjatve. Število sklanjatev je stvar dogovora in različni jezikoslovci ločujejo različne sklanjatve. Na primer, Adam Bohorič je ločeval tri osnovne sklanjatve, zadnja slovnica Jožeta Toporišiča jih ločuje enajst, zadnji slovenski pravopis pa dvanajst (kot so našteti spodaj).

## Moške sklanjatve
- prva moška sklanjatev (korak, -a)
- druga moška sklanjatev (sluga, -e)
- tretja moška sklanjatev (c, npr. v visoki c visokega c)
- četrta moška sklanjatev (dežurni, -ega)

## Ženske sklanjatve
- prva ženska sklanjatev (lipa, -e)
- druga ženska sklanjatev (perut, -i)
- tretja ženska sklanjatev (mami, Karmen ...)
- četrta ženska sklanjatev (dežurna, -e)

## Srednje sklanjatve
- prva srednja sklanjatev (mesto, -a)
- druga srednja sklanjatev (jaz, mene -i)
- tretja srednja sklanjatev (tri, npr. v tri deljeno s pet)
- četrta srednja sklanjatev (Krško, -ega)

## Podaljševanje osnove pri posameznih sklanjatvah

### 1. Moška sklanjatev

#### 1. Daljšanje osnove z -j:
Pri samostalnikih, katerih osnova se končuje na govorjeni samoglasnik -i/-í, -u/-ú, -á, -ó, -é ali
(pogosto) na -r, v sklonih z neničto končnico osnovo podaljšujejo z -j: 
komite komitej-a, Kette Kettej-a, bife bifej-a, gospodar gospodarj-a, emu emuja
Tudi dež dežj-a
Od besed, ki se jim osnova v imenovalniku ednine končuje na -r poznajo podaljšavo z -j-:
- vse večzložne osnove; izjema so ničte izpeljanke iz glagolov (izvir izvira);

besede z neobstojnim samoglasnikom v osnovi (veter vetra); 
redke posamezne besede (šotor, lovor, biser, večer, govor); 
nekaj prevzetih (lastnih) imen: empir, satir, barbar, Tatar, Madžar
- od enozložnih osnov podaljšujejo osnovo z -j- le: car, far
- dvojnično: včasih sta mogoči podaljšana in nepodaljšana osnova (prvo je boljše): eksterier,

Kvarner, resor, semafor, Salvador, senjor, fosfor, okvir, Shakespeare
- pri lastnih imenih: besede, ki kot občno ime osnove ne podaljšujejo, ta -j- vendarle dobijo,

če so lastna imena: sever-a Sever-ja, požar-a Požar-ja

#### 2. Daljšanje osnove s -t:
- domači samostalniki na -e osnovo: ôče očét-a, Tone Tonet-a, France Francet-a. Ta -e je priponsko

obrazilo.

#### 3. Daljšanje z -n:
- lastna imena na -me, ki so hkrati občna: Séme Sémen-a

- tako še pogovorno Francelj Franceljn-a in tudi knjižno nagelj nageljn-a

#### 4. Daljšanje z -ov:
- mnogi v imenovalniku ednine enozložni samostalniki v množini in dvojini osnovo podaljšujejo z

-ov-: 
grad gradov-i, cvet cvetov-i, prag pragov-i, dar darov-i
- samostalnikov, ki osnovo podaljšujejo z -ôv-, je čez 80, vsi, razen besede vetrovi, so tudi v

imenovalniku ednine enozložne osnove
- podaljška z -ov- nimajo osnove, ki se končujejo na c j č ž š

### 1. Ženska sklanjatev
- Samostalniki, ki se jim (pisna) osnova končuje na samoglasnik, se v rodilniku množine

podaljšujejo z -j: alinea alinej, oboa oboj
- Od rodilnika ednine dalje premenjujejo osnovo nekatera grška in latinska imena: Juno Junone,

Artemis Artemide, Palas Palade

### 2. Ženska sklanjatev
- Samostalniki, katerih osnova se razen v im./tož. ed- končuje na nezvočnik in zvočnik imajo v or.

vseh števil in v daj. dv. namesto končnic -jo, -ma, -mi, končnice -ijo, -ima, -imi: boleznijo,
boleznima, boleznimi, misel, pesem.

### 1. Srednja sklanjatev
- Samostalniki, ki imajo v imenovalniku ednine končnico -Ø osnovo podaljšujejo s -t, -n ali -s:

dekle dekleta, vreme vremena, telo telesa. Tisti, ki podaljšujejo osnovo s -t- označujejo mlada, majhna,
nebogljena bitja ali predmete: tele, niče, otroče, žrebe, dete, pišče.
- Samostalniki, ki podaljšujejo osnovo z -n- imajo v imenovalniku ednine pred končnim

samoglasnikom -e glas m: 
vreme, sleme, breme, rame, seme, teme.
- Samostalniki, ki podaljšujejo osnovo s -s- premenjujejo navadno tudi samoglasnik na koncu im.

osnove: 
telo telesa, črevo črevesa, drevo drevesa, slovo slovesa
- Če se osnova samostalnikov končuje na nezvočnik + zvočnik ali na rj, vj, se v rodilniku

množine/dvojine pred drugi zvočnik vriva polglasnik, pred -j pa -i: 
kraljestvo kraljestev, stegno stegen, jetra jeter, sedlo sedel, 
obzidje obzidij, morje morij, gorovje gorovij. 
Tudi večina besed
na -lje ima v rod. mn. premeno -lij: naselje naselij. 
Pri besedah dno in tla se v rod. mn. in dv.
vriva a: dan tal

## Sklanjanje lastnih imen
1. Če lastno ime sestoji iz ujemalnih besed, ki se same lahko sklanjajo (npr. iz samostalnika + samostalnika ali samostalnika + pridevnika pred njim, redkeje za njim) se sklanja v obeh (vseh) delih;
izjema so priimki ob ženskem imenu (le priimki s končnico -a se tudi v tem primeru lahko sklanjajo z glasovnimi končnicami):
- Ivan Cankar

Ivana Cankarja
Ivanu Cankarju
- Josip Murn - Aleksandrov

Josipa Murna - Aleksandrova
Josipu Murnu - Aleksandrovu
- Ivanka Mežan

Ivanke Mežan
Ivanki Mežan
- Ana Jeza

Ane Jeza / Ane Jeze
Ani Jeza / Ani Jezi

Pri nekaterih večbesednih lastnih imenih sklanjamo včasih samo en njihov del
- Great Eastern - Great Easterna
- Ho Ši Minh - Ho Ši Minha
- U Nu - U Nuja

Da so moškega spola, se vidi iz prilastka ali povedkovega določila:
Letošnji Tor de France je uspel, Pickwick Papers so izšli...
Ne sklanjamo predimkov, nekaterih ogovorilnih pridevkov ali delov priimkov kot frau, Herr, van von, Du, O', De in de
(don pri don Kihotu), Mac ipd.
2. Če je del imena neujemalna sestavina, se ta seveda ne sklanja
- Zlatarna Celje

Zlatarne Celje
Zlatarni Celje
- Nova Ves nad Niso

Nove Vesi nad Niso
Novi Vesi nad Niso
3. Tuja lastna imena, pri katerim nimamo občutka za samostojnost njihovih sestavin, sklanjajo samo zadnjo sestavino (prva/prve pa kakor da je/so pridevniške besede ničte sklanjatve ali nekaki predimki)
- Mao Cetung

Mao Cetunga
Mao Cetungu
- Downing Street

Downing Streeta
Downing Streetu
Če pa se namesto celega imena rabi en sam njegov del, se ta seveda sklanja: Mao, Maa ipd. 
4. Nekatera večbesedna poimenovanja sklanjamo po točki 1 ali 3, in sicer glede na to, ali imamo pri njih občutek za samostojnost njihovih sestavin ali ne
- Rio de Janeiro

Rio de Janeira
Rio de Janeiru
ALI
- Rio de Janeiro

Ria de Janeira
Riu de Janeiru